# Imperata brasiliensis

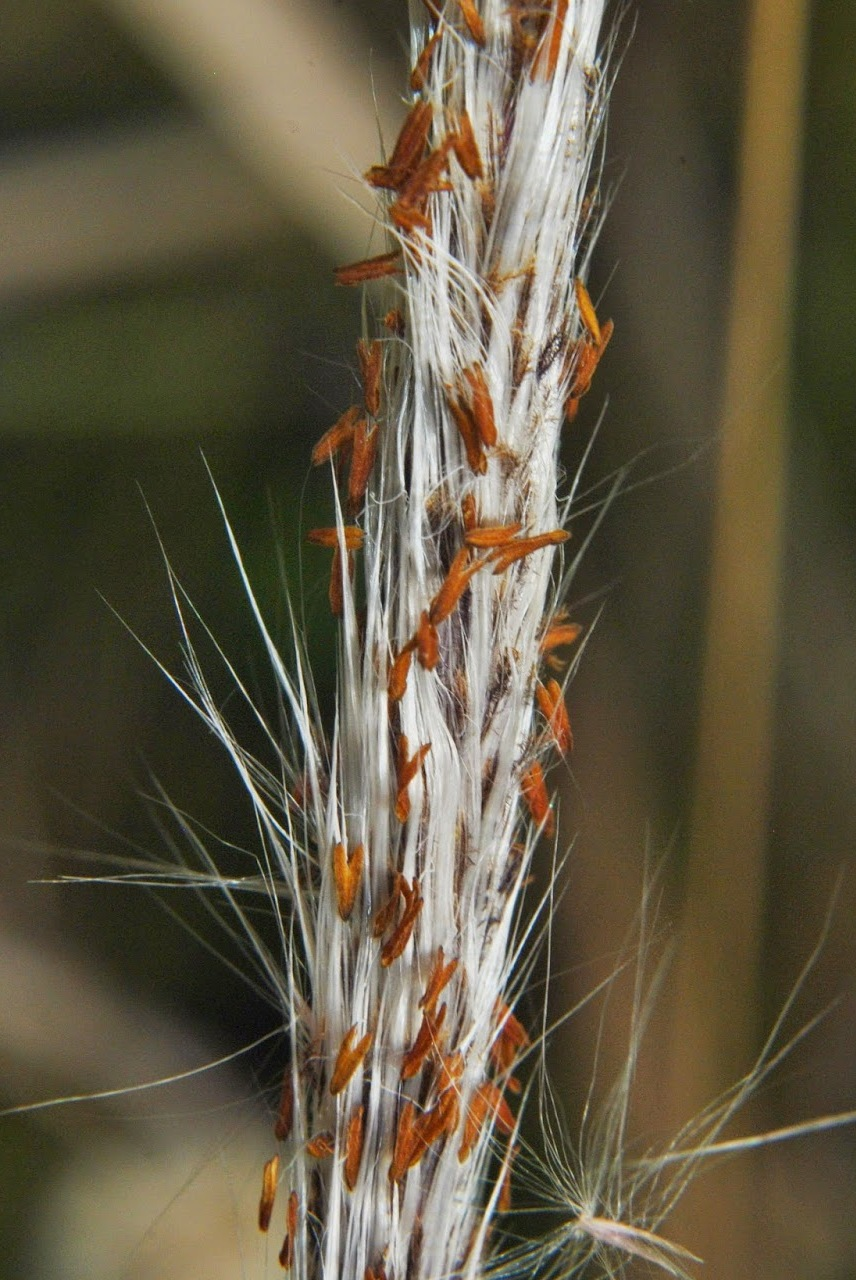
Imperata brasiliensis, espiga

Imperata brasiliensis  o Capim sapé es una hierba de la familia de las poáceas. 

## Descripción
Tiene tallos que alcanzan un tamaño de 25–75 cm de largo; entrenudos sólidos, glabros; nudos pilosos. Hojas principalmente basales; hojas caulinares generalmente 3 o menos, pequeñas; vainas glabras, las exteriores se desintegran en fibras; lígula de 0.6–1.7 mm de largo; láminas 6–15 cm de largo y 8–13 mm de ancho, en su mayoría glabras, ciliadas en la base. Panícula de 6–15 cm de largo y 1–2 cm de ancho, racimos 1–2.5 cm de largo, adpresos; espiguillas 3.1–4.3 mm de largo; callo con tricomas 7–13 mm de largo; gluma inferior 3–5-nervia, gluma superior 5–7-nervia; lema inferior 1.7–3.1 mm de largo, lema superior 0.5–1.5 mm de largo; antera 1, 1.8–2.8 mm de largo.

## Distribución y hábitat
Se encuentra en áreas abiertas perturbadas; desde el sur de los Estados Unidos, México a Chile, Argentina y en las Antillas.

## Taxonomía
Imperata brasiliensis fue descrita por Carl Bernhard von Trinius y publicado en Mémoires de l'Académie Imperiale des Sciences de St.-Pétersbourg. Sixième Série. Sciences Mathématiques, Physiques et Naturelles 2(3): 331. 1832.
Etimología
Imperata: nombre genérico otorgado en honor del naturalista italiano Ferrante Imperato (1525? – 1615?).
brasiliensis: epíteto geográfico que alude a su localización en Brasil.
Sinonimia
- Imperata arundinacea var. americana Andersson
- Imperata brasiliensis var. mexicana Rupr. ex Galeotti[3][4]

## Referencias

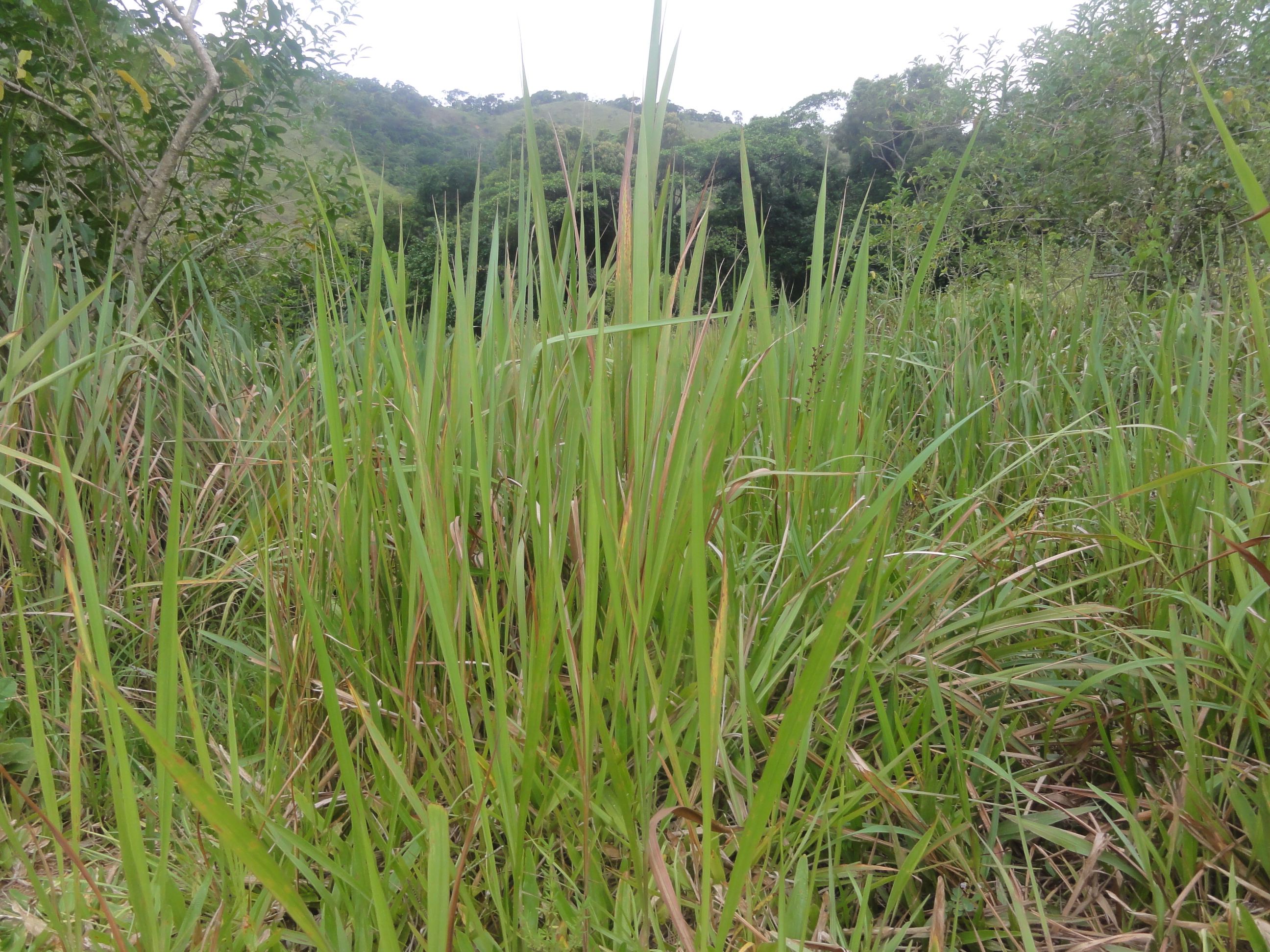
Capim Sapé (Imperata brasiliensis)